# Beck András (diplomata)
Beck András (Mohács, 1985. július 23. –) magyar diplomata, 2023. április óta Magyarország limai nagykövete (perui és bolíviai akkreditációval).

## Életpályája
1985-ben született Mohácson, a tőle 4 km-re fekvő Lánycsókon nőtt fel. Felmenői magyarországi németek és felvidéki magyarok. A pécsi Koch Valéria Iskolaközpontban érettségizett, majd a Pécsi Tudományegyetem Bölcsészettudományi Karán szerzett tanári és bölcsészdiplomát angol és spanyol szakon. 2015-ben szerzett bölcsészettudományi PhD-fokozatot a spanyolországi Salamancai Egyetemen.
Ezután Madridban, Spanyolország Diplomáciai Akadémiáján végezte el a diplomáciai képzést, és 2017 augusztusában nyert felvételt a Külgazdasági és Külügyminisztérium Latin-Amerika és Karib-térség Főosztályára. 2019. szeptemberben Magyarország Bogotái Nagykövetségére helyezték konzuli és misszióvezető-helyettesi pozícióba, 2023 áprilisa óta Magyarország limai nagykövete.